# U-371
U-371 — средняя немецкая подводная лодка типа VIIC времён Второй мировой войны.

## История
Заказ на постройку субмарины был отдан 23 сентября 1939 года. Лодка была заложена 17 ноября 1939 года на верфи «Ховальдтсверке», Киль под строительным номером 2, спущена на воду 27 января 1941 года. Лодка вошла в строй 15 марта 1941 года под командованием оберлейтенанта Генриха Драйвера.

### Командиры
- 15 марта 1941 года — 5 апреля 1942 года Генрих Драйвер
- 26 марта 1942 года — 6 апреля 1942 года Карл-Отто Вебер
- 6 апреля 1942 года — 24 мая 1942 года Хайнц-Иоахим Нойман (исполняющий обязанности)
- 25 мая 1942 года — 4 апреля 1944 года капитан-лейтенант Вальдемар Мель (кавалер Рыцарского Железного креста)
- 5 апреля 1944 года — 4 мая 1944 года оберлейтенант цур зее Хорст-Арно Фенски (кавалер Рыцарского Железного креста)

### Флотилии
- 15 марта 1941 года — 30 июня 1941 года — 1-я флотилия (учебная)
- 1 июля 1941 года — 31 октября 1941 года — 1-я флотилия
- 1 ноября 1941 года — 14 апреля 1942 года — 23-я флотилия
- 15 апреля 1942 года — 4 мая 1944 года — 29-я флотилия

### История службы
Лодка совершила 19 боевых походов, потопила 8 судов суммарным водоизмещением 51 401 брт, вспомогательный военный корабль водоизмещением 545 брт и 2 военных корабля суммарным водоизмещением 2286 тонн. Повредила 4 судна суммарным водоизмещением 28 072 брт и 2 военных корабля суммарным водоизмещением 2500 тонн. Ещё два повреждённых судна суммарным водоизмещением 13 341 брт после повреждений не восстанавливались. Потоплена 4 мая 1944 года в Средиземноморье в районе с координатами 37°49′ с. ш. 05°39′ в. д., американскими эскортными кораблями USS Pride и USS Joseph E. Campbell, французским «Сенегале» (Senegalais) и британским HMS Blankney. 3 человека погибли, 49 членов экипажа спаслись.

### Гибель
U-371 довелось стать первой жертвой новой противолодочной тактики союзников, применявшейся в Средиземном море и названной «Swamp» (Болото). Тактика заключалась в патрулировании района предположительного нахождения подводной лодки в погруженном положении эскортными кораблями и авиацией. Систематический безостановочный поиск подводной лодки заставлял её оставаться под водой до полного исчерпания запасов электроэнергии и кислорода, после чего субмарине оставалось только пытаться уйти в надводном положении, что было безнадёжно, ввиду большого количества патрулей.
U-371 была обнаружена на поверхности во время зарядки батарей у побережья Алжира в ночь со 2 на 3 мая 1944 года. Район обнаружения был «заболочен» шестью эскортными кораблями и тремя сменяющимися эскадрильями самолётов. Они искали и преследовали лодку до тех пор, пока ранним утром 4 мая оберлейтенант Фенски не был вынужден всплыть для пополнения запасов кислорода. Во время завязавшегося боя U-371 повредила торпедами два корабля — американский USS Menges и французский «Сенегале», после чего лодка пошла на дно, а её экипаж был спасён и пленён атаковавшими.

### Атаки на лодку
- 7 мая 1942 года лодка была атакована глубинными бомбами c двух охотников за подлодками и была вынуждена вернуться на базу.